# Saint-Martin-Laguépie
 Saint-Martin-Laguépie  es una población y comuna francesa, ubicada en la región de Mediodía-Pirineos, departamento de Tarn, en el distrito de Albi y cantón de Cordes-sur-Ciel.

## Monumentos
- Castillo del siglo XII edificado por el conde de Tolosa de Languedoc, Quemado por las armadas de Simon de Montfort durante la cruzada de los albigenses. Restaurado por la asociación "Lou Viel Castel". Domina la confluencia de los rios Viaur y Aveyron

## Demografía
| 505 | 542 | 530 | 457 | 412 | 401 |
| Para los censos de 1962 a 1999 la población legal corresponde a la población sin duplicidades (Fuente: INSEE [Consultar]) |     |     |     |     |     |